# Correio Braziliense
Correio Braziliense és un diari brasiler amb seu en Brasília, Districte Federal. Pertany al grup Diários Associados, on també hi figuren el Diario de Pernambuco i l'Estado de Minas.
Amb dades de desembre de 2021, era un dels deu diaris amb major tiratge del país.

## Història

Assis Chateaubriand, fundador del diari.

Fou fundat el 21 d'abril de 1960 per Assis Chateaubriand, contemporani de les primeres emissions de TV Brasília i en el marc de la inauguració de la nova capital. El nom li ve per l'històric Correio Braziliense, que havia estat editat a Londres per Hipólito José da Costa entre 1808 i 1822.
L'any 1960, el President Juscelino Kubitschek va proposar a Assis Chateaubriand, director de Diários Associados (el major conglomerat mediàtic del Brasil en aquella època), que llancessin un diari a la nova capital federal, Brasília. Descobrint en els escrits de Costa algunes idees favorables al trasllat de la capital, de Rio de Janeiro a l'interior, Chateaubriand va decidir reprendre el títol d'aquella antiga publicació, aprofitant el terme brasiliens,e que començava a emprar gentilici a Brasilia. Tanmateix, per mantenir la fidelitat al títol de Costa, es va decidir mantenir la grafia arcaica Braziliense, en comptes de l'actual grafia, brasiliense.
Mentre que TV Brasília va ser venuda l'any 2001, el Braziliense va continuar en propietat de Diários Associados i és el principal diari de la Capital Federal.
El 2008, el lloc web del Correio Braziliense va ser totalment reformulat pretenent fer-ho més interactiu. Va incloure-hi un canal de vídeos amb el noticiari Correio Notícias i diversos programes com Grita Geral, Bate-Pronto o Correio Debate.